# Martaizé
Martaizé ist eine französische Gemeinde mit 360 Einwohnern (Stand: 1. Januar 2022) im Département Vienne in der Region Nouvelle-Aquitaine; sie gehört zum Arrondissement Châtellerault und zum Kanton Loudun (bis 2015: Kanton Moncontour). Die Einwohner werden Martaizéens genannt.

## Geographie
Martaizé liegt etwa 35 Kilometer nordnordwestlich von Poitiers. Umgeben wird Martaizé von den Nachbargemeinden Mouterre-Silly im Norden, Angliers im Osten und Nordosten, Aulnay im Osten, Saint-Clair im Süden sowie Moncontour im Westen und Südwesten.

## Bevölkerungsentwicklung
| Jahr                      | 1962 | 1968 | 1975 | 1982 | 1990 | 1999 | 2006 | 2013 |
| Einwohner                 | 606  | 519  | 428  | 406  | 433  | 389  | 372  | 394  |
| Quelle: Cassini und INSEE |      |      |      |      |      |      |      |      |

## Sehenswürdigkeiten
- Kirche Saint-Maurice aus dem 19. Jahrhundert
- Schloss Sautonne aus dem 15. Jahrhundert, seit 1982 Monument historique